# Melvin Pollner
Melvin Pollner (13 octobre 1940 - Los Angeles, 2 novembre 2007) était un sociologue américain. Étudiant de Harold Garfinkel dans les années 1960, il fut l'un des premiers représentants de l'ethnométhodologie. Il était professeur à l'Université de Californie à Los Angeles.
Il s'est essentiellement consacré à la sociologie des maladies mentales, aux problèmes d'identité et, vers la fin de sa carrière, à la sociologie économique. Ses recherches ont porté notamment sur les équipes d'urgence en psychiatrie, la construction de la réalité dans les familles, les Alcooliques anonymes, l'impact des croyances religieuses d'un point de vue psychosociologique et sur l'ethnométhodologie en général.

## Publications
- avec Oscar Grusky (éd.), The Sociology of mental illness : basic studies, New York : Holt, Rinehart and Winston, 1981.
- Mundane reason : reality in everyday and sociological discourse, Cambridge [Cambridgeshire] ; New York : Cambridge University Press, 1987.
- avec Jill Stein, « Doubled-over in laughter: Humor and the construction of selves in Alcoholics Anonymous », in Jaber Gubrium and James Holstein (eds.) Institutional Selves, Oxford UK: Oxford University Press, 2000, pp. 46-63.
- avec Robert Emerson, « Ethnomethodology and Ethnography », in Paul Atkinson (et al, editors), Handbook of Ethnography, London: Sage, 2001, p. 118-135.
- « Inside the bubble: Communion, cognition, and deep play at the intersection of Wall Street and Cyberspace », in Steve Woolgar (ed.), Virtual Society, Oxford UK: Oxford University Press, 2002, 230-246